# Etlingera wyniosła
Etlingera wyniosła (Etlingera elatior)  – gatunek rośliny z rodziny imbirowatych. Pochodzi z Azji Południowo-Wschodniej (Indonezja, Malezja, Filipiny).

## Morfologia
PokrójBylina osiągająca wysokość do 4–5 m.
LiścieO długości do 80 cm.
KwiatyStożkowe, o średnicy do 25 cm.

## Zastosowanie
- Uprawiana jako roślina ozdobna.
- Ważny składnik kuchni tajskiej i indonezyjskiej. Spożywane są nierozwinięte pąki kwiatowe oraz nasiona. Nieodzowny składnik potrawy laksa w chińsko-malajskiej kuchni Nyonya.